# Sony Xperia XA
A Sony Xperia XA (F3111, F3113, F3115, F3112, F3116) egy középkategóriás androidos okostelefon, amelyet a gyártó Sony 2016 közepén dobott piacra. Kódneve Tuba. A sikeres Sony Xperia M-sorozat utódja, azonban azzal ellentétben már nem vízálló.

## Hardver
A készülék alul és felül alumíniumkeretes, melyet a széleken és a hátlapon műanyagra cseréltek. Szélei enyhén lekerekítettek. Kijelzője a készülék széléig húzódik, ahol lekerekítetten ér véget, ennek köszönhetően külsőre hosszúkás benyomást kelt. Felső részén található a beszélgetések lebonyolítására szolgáló hangszóró, a közelségérzékelő, a 8 megapixeles előlapi kamera, a jack-dugó helye és egy értesítési LED. Alján a mikrofon és a hangszóró kapott helyet. Az akár 256 GB-os méretet is elérhető microSDHC-kártya és a nano-SIM-kártya oldalt helyezhetők be egy védőfül kihajtása után, ugyancsak oldalt találhatóak a klasszikus Sony-formát őrző be/kikapcsoló gomb és a hangerő-szabályozó gombok, valamint egy dedikált kétállású kameragomb. Hátoldalán egy 23 megapixeles, Exmor RS vakus kamera kapott helyet. Alján található a microUSB-csatlakozó, melyen keresztül tölthető a telefon. A telefon nyolcmagos, MediaTek MT6755 Helio P10 processzorral lett ellátva, emellett 2 GB RAM-ot is kapott. A belső tárhely 16 GB. Fehér, fekete, arany és rózsaarany színekben készült. A kijelző 5 hüvelykes, 720x1280 pixeles felbontású IPS LCD-kijelző. Kapható két SIM-kártyás változatban is. Hátul található az NFC-chip érzékelője, ujjlenyomatolvasó viszont nem része a telefonnak. Az akkumulátor mindössze 2300 mAh teljesítményű, és a telefonba fixen beépített.

## Szoftver
A telefon gyárilag az Android 6.0.1-es verzióját (Marshmallow) kapta, mely 7.0-s verzióra (Nougat) frissíthető. A Sony a gyári elrendezést nem nagyon változtatta meg, viszont az Xperia Kezdőképernyő a hagyományos menürendszerhez képest vizuálisan látványosabb (alapértelmezésben ki van kapcsolva a gyári Android Google Now funkciója).  Több Sony-alkalmazás is helyt kapott a telefonon, melyek közül a legfontosabb a What's New, mely a Sony alkalmazásboltja és frissítési központja is egyben. Emellett bekerült még előtelepítve a News Suite, a Playstation Network, a Rajz, a TrackID, a Spotify, az Album, a Zene, és a Videó, az Xperia Care, a Smart Connect, a Movie Creator, az Xperia Lounge, az AVG for Xperia, és az Amazon Shopping. Megtalálható a legtöbb Google-alkalmazás is. A szövegbevitel terén elhagyták a korábbi Xperia Keyboard-ot, helyette a SwiftKey billentyűzete lett a szoftver része. Ha korábbi telefonunk tartalmát szeretnénk áthozni, az Xperia Transfer Mobile szoftver segít ebben. Az akkumulátor élettartama beépített STAMINA, illetve Ultra STAMINA módokkal növelhető.